# Triângulo do Sol
Triângulo do Sol foi uma empresa privada concessionária das rodovias do governo do estado de São Paulo.  Administrou de 29 de abril de 1998 até abril de 2023, quando a EcoNoroeste (concessionária pertencente ao grupo EcoRodovias) assumiu o trecho. Uma malha de 442,196  quilômetros, nas proximidades dos municípios de: São Carlos, Araraquara, Matão, Catanduva, São José do Rio Preto, Itápolis, Jaboticabal, Bebedouro, Taquaritinga e Sertãozinho.
A concessionária AB Triângulo do Sol pertenceu à AB Concessões, que tem como controlador um dos maiores Grupos em concessões rodoviárias do mundo – o Grupo Italiano Atlantia. A AB Concessões figura entre as principais companhias de concessão de rodovias do Brasil e administra mais de 1,5 mil quilômetros de rodovias, sendo responsável pelas concessionárias paulistas AB Colinas (100%), AB Triângulo do Sol (100%), Rodovias do Tietê (50%) e, no Estado de Minas Gerais, a AB Nascentes das Gerais (100%)
No estado de São Paulo administra trechos das seguintes rodovias:
- SP-310 Rodovia Washington Luís, de São Carlos até Mirassol - do km 227,800 até o km 454,400; total de 226,500  quilômetros
- SP-326 de Matão até Bebedouro - do km 293,000 até o km 379,225; total de 86,266 quilômetros
- SP-333 de Sertãozinho até Borborema - do km 83,020 até o km 212,450; total de 120,430 quilômetros

## Identidade Corporativa
Oferecer aos seus usuários excelência na prestação de serviço e na infraestrutura viária com foco na preservação da vida.
Investir no desenvolvimento humano e comunitário por meio de projetos sociais, educacionais e ambientais beneficiando milhares de pessoas.
Ser referência empresarial proporcionando o devido retorno do capital investido, garantindo a perpetuidade e a rentabilidade do negócio, por meio de processos organizacionais qualificados e estratégias corporativas coerentes.
Constituir-se em um modelo econômico social que gere resultados sustentáveis, prezando pelo domínio técnico e operacional de sua equipe, pela valorização interna do capital humano, e pela inteligência competitiva e planejamento estratégico como elemento diferenciador do seu negócio.